# 西部方面会計隊
西部方面会計隊（せいぶほうめんかいけいたい、JGSDF Western Army Finance Service）は、陸上自衛隊健軍駐屯地（熊本県 熊本市 東区）に隊本部が駐屯する西部方面隊直轄の会計科部隊である。

## 概要
隊長は1等陸佐（二）が充てられ、方面隊全般の会計業務および、西部方面隊管内に分散配置されてそれぞれの駐屯部隊に対する会計業務を任務とする。

## 沿革
- 1955年（昭和30年）12月1日：西部方面会計隊が健軍駐屯地に新編。
- 1956年（昭和31年）
  - 3月28日：第393会計隊を小倉駐屯地に新編。
  - 11月10日：第392会計隊を北熊本駐屯地に新編。
- 1957年（昭和32年）
  - 8月22日：第400会計隊を玖珠駐屯地に新編。
  - 11月8日：第404会計隊を別府駐屯地に新編。
- 1959年（昭和34年）8月13日：第360会計隊（前川原駐屯地）を廃止し、陸上自衛隊幹部候補生学校総務部会計課を設置。
- 1965年（昭和40年）12月8日：第422会計隊を飯塚駐屯地に新編。
- 1980年（昭和55年）3月25日：第436会計隊を対馬駐屯地に新編。
- 1981年（昭和56年）10月1日：第437会計隊をえびの駐屯地に新編。
- 1985年（昭和60年）3月20日：第438会計隊を川内駐屯地に新編。
- 2010年（平成22年）3月26日：第430会計隊（那覇駐屯地）を隷下に編合。
- 2015年（平成27年）3月26日：西部方面会計隊の改編に伴い、第359（久留米駐屯地）・第371（竹松駐屯地）・第373（都城駐屯地）・第393（小倉駐屯地）・第394（湯布院駐屯地）・第395（相浦駐屯地）・第400（玖珠駐屯地）・第422（飯塚駐屯地）・第437（えびの駐屯地）・第438（川内駐屯地）会計隊が廃止され、派遣隊が設置される[1]。
- 2016年（平成28年）3月28日：第442会計隊を与那国駐屯地に新編。
- 2019年（平成31年）3月26日：第443会計隊を奄美駐屯地に、第444会計隊を宮古島駐屯地に新編。
- 2023年（令和05年）3月16日：第445会計隊を石垣駐屯地に新編[2]。
- 2025年（令和07年）7月9日：第361会計隊佐賀派遣隊を佐賀駐屯地に新編。

## 部隊編成
- 西部方面会計隊本部「西方会-本」（健軍駐屯地）
- 第361会計隊「361会」（小郡駐屯地）
  - 久留米派遣隊（久留米駐屯地）
  - 佐賀派遣隊（佐賀駐屯地）
- 第363会計隊「363会」（大村駐屯地）
  - 相浦派遣隊（相浦駐屯地）
  - 竹松派遣隊（竹松駐屯地）
- 第364会計隊「364会」（国分駐屯地）
  - 都城派遣隊（都城駐屯地）
  - 川内派遣隊（川内駐屯地）
  - えびの派遣隊（えびの駐屯地）
- 第366会計隊「366会」（福岡駐屯地）
  - 飯塚派遣隊（飯塚駐屯地）
  - 小倉派遣隊（小倉駐屯地）
- 第392会計隊「392会」（北熊本駐屯地）
- 第404会計隊「404会」（別府駐屯地） 
  - 湯布院派遣隊（湯布院駐屯地）
  - 玖珠派遣隊（玖珠駐屯地）
- 第430会計隊「430会」（那覇駐屯地）
- 第436会計隊「436会」（対馬駐屯地）
- 第442会計隊「442会」（与那国駐屯地）
- 第443会計隊「443会」（奄美駐屯地）
- 第444会計隊「444会」（宮古島駐屯地）
- 第445会計隊「445会」（石垣駐屯地）[2]

## 主要幹部
| 官職名           | 階級          | 氏名   | 補職発令日     | 前職              |
| ---------------- | ------------- | ------ | -------------- | ----------------- |
| 西部方面会計隊長 | 1等陸佐（二） | 山口護 | 2025年03月17日 | 第1後方支援連隊長 |

| 代 | 氏名                   | 在職期間                                                    | 前職                                          | 後職                                             |
| -- | ---------------------- | ----------------------------------------------------------- | --------------------------------------------- | ------------------------------------------------ |
| 01 | 岩田忠知 （2等陸佐）   | 1955年12月01日 - 1957年10月03日                             |                                               |                                                  |
| 02 | 末次恒行 （2等陸佐）   | 1957年10月04日 - 1958年03月15日                             |                                               |                                                  |
| 03 | 本多保一 （2等陸佐）   | 1958年03月16日 - 1959年07月31日                             | 陸上自衛隊会計監査隊 第6管区分遣隊長          | 1959年8月1日、海上自衛官に転官 （2等海佐に任命） |
| 04 | 久保田哲夫 （2等陸佐） | 1959年08月01日 - 1961年02月28日                             | 陸上幕僚監部会計課訓練班長                    | 西部方面総監部会計課長                           |
| 05 | 五十嵐敏夫 （2等陸佐） | 1961年03月01日 - 1962年07月01日                             | 第8会計隊長 兼 第8混成団本部会計課長          | 東北方面会計隊長                                 |
| 06 | 岡本宗男 （2等陸佐）   | 1962年07月02日 - 1964年07月15日                             | 陸上幕僚監部会計課訓練班長                    | 西部方面総監部会計課長                           |
| 07 | 浅野琢史 （2等陸佐）   | 1964年07月16日 - 1966年07月15日                             | 陸上幕僚監部会計課契約班長                    | 西部方面総監部会計課長                           |
| 08 | 川名守治 （2等陸佐）   | 1966年07月16日 - 1968年07月15日                             | 北部方面総監部会計課勤務                      | 西部方面総監部会計課長                           |
| 09 | 赤須邦壽               | 1968年07月16日 - 1972年03月15日 ※1971年01月01日 1等陸佐昇任 | 陸上自衛隊中央会計隊勤務 （2等陸佐）          | 陸上幕僚監部付 →1972年6月30日 退職               |
| 10 | 長坂進 （2等陸佐）     | 1972年03月16日 - 1974年03月15日                             | 第1師団司令部会計課長                         | 陸上自衛隊会計監査隊 西部方面分遣隊長            |
| 11 | 菰方利明 （2等陸佐）   | 1974年03月16日 - 1975年07月15日                             | 陸上幕僚監部監理部勤務                        | 陸上幕僚監部監理部勤務                           |
| 12 | 藤津隆久               | 1975年07月16日 - 1978年03月15日 ※1977年07月01日 1等陸佐昇任 | 西部方面総監部会計課勤務 （2等陸佐）          | 陸上自衛隊九州地区補給処 調達会計部長            |
| 13 | 中村敏夫 （2等陸佐）   | 1978年03月16日 - 1979年07月31日                             | 第8師団司令部会計課長                         | 陸上自衛隊会計監査隊 西部方面分遣隊長            |
| 14 | 本松睦夫 （2等陸佐）   | 1979年08月01日 - 1981年03月15日                             | 西部方面総監部勤務                            | 陸上自衛隊通信補給処調達会計部長                 |
| 15 | 山田一秀 （2等陸佐）   | 1981年03月16日 - 1983年07月31日                             | 陸上自衛隊九州地区補給処 調達会計部長         | 陸上自衛隊会計監査隊 西部方面分遣隊長            |
| 16 | 松永恒喜 （2等陸佐）   | 1983年08月01日 - 1985年08月07日                             | 東部方面総監部勤務                            | 東北方面総監部総務部会計課長                     |
| 17 | 近藤行慶               | 1985年08月08日 - 1987年07月31日 ※1986年04月01日 1等陸佐昇任 | 陸上幕僚監部人事部厚生課給与班長 （2等陸佐）  | 陸上幕僚監部監理部会計課勤務                     |
| 18 | 青木稔                 | 1987年08月01日 - 1990年03月31日                             | 陸上幕僚監部人事部厚生課給与班長              | 陸上幕僚監部監理部会計課長                       |
| 19 | 田中純一               | 1990年04月01日 - 1992年03月31日                             | 陸上自衛隊幹部学校学校教官                    | 陸上自衛隊東北地区補給処総務部長                 |
| 20 | 嘉永政俊               | 1992年04月01日 - 1994年07月31日                             | 中部方面総監部総務部会計課長                  | 西部方面総監部勤務                               |
| 21 | 小野信秋               | 1994年08月01日 - 1997年03月31日                             | 陸上幕僚監部監理部会計課 会計監査班長         | 陸上自衛隊中央会計隊副隊長                       |
| 22 | 川上齊                 | 1997年04月01日 - 1998年07月31日                             | 東北方面会計隊長                              | 西部方面総監部勤務                               |
| 23 | 太田良俊               | 1998年08月01日 - 2001年03月31日                             | 東北方面総監部総務部会計課長                  | 防衛研究所主任研究官                             |
| 24 | 徳留和教               | 2001年04月01日 - 2002年03月21日                             | 東北方面会計隊長                              | 北部方面会計隊長                                 |
| 25 | 野崎幸二               | 2002年03月22日 - 2003年03月31日                             | 陸上自衛隊中央会計隊副隊長                    | 第1教育団副団長                                  |
| 26 | 伊藤善寛               | 2003年04月01日 - 2004年07月31日                             | 自衛隊滋賀地方連絡部長                        | 西部方面総監部人事部長                           |
| 27 | 葛岡義久               | 2004年08月01日 - 2007年03月22日                             | 陸上自衛隊中央会計隊副隊長                    | →2007年7月18日 退職                              |
| 28 | 田村洋二               | 2007年03月23日 - 2008年07月31日                             | 陸上自衛隊補給統制本部 装備計画部装備主計課長 | 陸上自衛隊補給統制本部 調達会計部長              |
| 29 | 松尾隆一               | 2008年08月01日 - 2011年04月18日                             | 陸上自衛隊補給統制本部 調達会計部長           | 陸上自衛隊中央会計隊付 →2011年5月1日 退職        |
| 30 | 平尾靖之               | 2011年04月19日 - 2012年12月07日                             | 陸上自衛隊補給統制本部 調達会計部調達管理課長 | 西部方面総監部付                                 |
| 31 | 砂本伸行               | 2012年12月25日 - 2015年08月03日                             | 陸上自衛隊中央会計隊副隊長                    | 陸上自衛隊研究本部主任研究開発官                 |
| 32 | 安井崇                 | 2015年08月04日 - 2017年07月31日                             | 第3師団司令部第4部長                          | 陸上自衛隊幹部学校主任教官                       |
| 33 | 真部亮太               | 2017年08月01日 - 2020年07月31日                             | 陸上自衛隊関東補給処調達会計部長              | 武山駐屯地業務隊長                               |
| 34 | 木屋正博               | 2020年08月01日 - 2023年03月12日                             | 東部方面総監部人事部募集課長                  | 陸上幕僚監部監理部会計課長                       |
| 35 | 大谷雅之               | 2023年03月13日 - 2025年03月16日                             | 陸上総隊司令部総務部会計課長                  | 陸上自衛隊教育訓練研究本部 企画調整官            |
| 36 | 山口護                 | 2025年03月17日 -                                            | 第1後方支援連隊長                             |                                                  |

## 主要装備
- 1/2tトラック / 73式小型トラック
- 3 1/2tトラック / 73式大型トラック
- 業務車1号
- 業務車4号
- 89式5.56mm小銃
- 9mm拳銃

過去の装備品
64式7.62mm小銃